# Llista de bisbes de Jaén
La llista de bisbes de Jaén és la relació dels prelats titulars d'aquesta diòcesi. Inclou des dels antics bisbes de Baeza, restaurada breument el 1228, i la de la diòcesi successora de Jaén a partir de 1249. La llista inclou també els prelats que foren elegits que no van arribar a prendre possessió, entre altres casos, així com els anys de seu vacant.
| Titular                                                   | Període     | Nota                                            |
| --------------------------------------------------------- | ----------- | ----------------------------------------------- |
| Rogat                                                     | ca. 675-688 |                                                 |
| Teudiscle                                                 | ca. 693     |                                                 |
| Sarus                                                     | ca. 862     |                                                 |
| Supressió de la seu de Baeza, que fou restaurada el 1228. |             |                                                 |
| Domingo, O.P.                                             | 1228-1248   |                                                 |
| Trasllat de la seu diocesana a la ciutat de Jaén el 1249. |             |                                                 |
| Pedro Martínez                                            | 1249        | Bisbe electe                                    |
| Pascual                                                   | 1250-1275   |                                                 |
| Martín Domínguez                                          | 1276-1283   |                                                 |
| Juan Ibáñez                                               | 1283-1285   |                                                 |
| Juan II                                                   | 1285-1286   |                                                 |
| Juan III                                                  | 1287-1289   |                                                 |
| Juan Miguel                                               | 1289        | Bisbe electe                                    |
| Seu vacant entre 1289 i 1296.                             |             |                                                 |
| Pedro Pascual, O.M.                                       | 1296-1300   |                                                 |
| García Pérez                                              | 1301-1316   |                                                 |
| Gutierre Téllez                                           | 1317-1322   | Nomenat bisbe d'Idanha.                         |
| Fernando Martínez de Ágreda                               | 1322-1335   | Nomenat bisbe de Badajoz.                       |
| Juan de Morales                                           | 1335-1357   |                                                 |
| Juan de Valderas                                          | 1357-1358   | Nomenat bisbe de Sigüenza.                      |
| Alfonso Fernández Pecha                                   | 1359-1368   | Renuncia.                                       |
| Andrés                                                    | 1360-1367   | Intrús.                                         |
| Nicolás de Biedma                                         | 1368-1378   | Nomenat bisbe de Conca.                         |
| Juan de Castromocho                                       | 1378-1381   | Nomenat bisbe de Sigüenza.                      |
| Nicolás de Biedma                                         | 1381-1383   | Per segona vegada.                              |
| Rodrigo Fernández de Narváez                              | 1383-1422   |                                                 |
| Gonzalo de Zúñiga                                         | 1422-1456   |                                                 |
| Jaime Tahuste, O. de M.                                   | 1456-1457   | Bisbe electe.                                   |
| Alfonso Vázquez de Acuña                                  | 1457-1474   |                                                 |
| Íñigo Manrique de Lara                                    | 1475-1483   | Nomenat arquebisbe de Sevilla.                  |
| Luis Osorio                                               | 1483-1496   |                                                 |
| Diego de Deza                                             | 1498-1500   | Nomenat bisbe de Palència.                      |
| Alfonso Suárez de la Fuente del Sauce                     | 1500-1520   |                                                 |
| Diego Gayangos, O.SS.T.                                   | 1522        | Bisbe electe.                                   |
| Esteban Gabriel Merino                                    | 1523-1535   |                                                 |
| Alessandro Farnese                                        | 1535-1537   | Administrador. Renuncia.                        |
| Alessandro Cesarini                                       | 1537-1538   | Administrador. Renuncia.                        |
| Francisco Mendoza                                         | 1538-1543   |                                                 |
| Pedro Pacheco Ladrón de Guevara                           | 1545-1554   | Nomenat bisbe de Sigüenza.                      |
| Diego de Tavera Ponce de León                             | 1555-1560   |                                                 |
| Diego de los Cobos y Molina                               | 1560-1565   |                                                 |
| Francisco Delgado López                                   | 1566-1576   |                                                 |
| Diego Tello de Deza                                       | 1577-1579   |                                                 |
| Francisco Sarmiento Mendoza                               | 1580-1595   |                                                 |
| Bernardo de Sandoval y Rojas                              | 1596-1599   | Nomenat arquebisbe de Toledo.                   |
| Sancho Dávila Toledo                                      | 1600-1615   |                                                 |
| Francisco Martínez Cenicero                               | 1615-1617   |                                                 |
| Baltasar Moscoso y Sandoval                               | 1619-1646   |                                                 |
| Juan Queipo de Llano y Flores                             | 1647        |                                                 |
| Fernando Andrade Castro                                   | 1648-1664   |                                                 |
| Antonio Peña Hermosa                                      | 1664-1667   |                                                 |
| Jerónimo Rodríguez de Valderas, O. de M.                  | 1668-1671   |                                                 |
| Antonio Fernández de Campo y Angulo                       | 1671-1681   |                                                 |
| Juan Asensio Barrios, O. de M.                            | 1682-1692   |                                                 |
| Antonio de Brizuela y Salamanca                           | 1692-1708   |                                                 |
| Benito Omañana                                            | 1708-1712   |                                                 |
| Rodrigo Marín Rubio                                       | 1714-1732   |                                                 |
| Manuel Isidro de Orozco Manrique de Lara                  | 1732-1738   | Nomenat arquebisbe de Santiago de Compostel·la. |
| Andrés Cabrejas Molina                                    | 1738-1746   |                                                 |
| Francisco Castillo Vintimilla                             | 1747-1749   |                                                 |
| Benito Marín, O.S.B.                                      | 1750-1769   |                                                 |
| Antonio Gómez de la Torre y Jaraveitia                    | 1770-1779   |                                                 |
| Agustín Rubín de Ceballos                                 | 1780-1793   |                                                 |
| Pedro Rubio-Benedicto y Herrero                           | 1794-1795   |                                                 |
| Diego Melo Portugal, O.S.A.                               | 1795-1816   |                                                 |
| Andrés Esteban Gómez                                      | 1816-1831   |                                                 |
| Diego Martínez-Carlón y Teruel                            | 1832-1836   |                                                 |
| Seu vacant entre 1836 i 1847.                             |             |                                                 |
| José Escolano Fenoy                                       | 1847-1854   |                                                 |
| Seu vacant entre 1854 i 1857.                             |             |                                                 |
| Tomás Roda Rodríguez                                      | 1857-1858   |                                                 |
| Andrés Rosales Muñoz                                      | 1858-1864   | Nomenat bisbe d'Almeria.                        |
| Antolín Monescillo y Viso                                 | 1865-1877   | Nomenat arquebisbe de València.                 |
| Manuel María León González y Sánchez                      | 1877-1896   |                                                 |
| Victoriano Guisasola y Menéndez                           | 1897-1901   | Nomenat bisbe de Madrid-Alcalá de Henares.      |
| Salvador Castellote y Pinazo                              | 1901-1906   | Nomenat arquebisbe de Sevilla.                  |
| Joan Josep Laguarda i Fenollera                           | 1906-1909   | Nomenat bisbe de Barcelona.                     |
| Juan Manuel Sanz y Saravia                                | 1909-1919   |                                                 |
| Manuel Basulto y Jiménez                                  | 1919-1936   |                                                 |
| Seu vacant entre 1936 i 1942.                             |             |                                                 |
| Rafael García y García de Castro                          | 1942-1953   | Nomenat arquebisbe de Granada.                  |
| Félix Romero Menjíbar                                     | 1954-1970   | Nomenat arquebisbe de Valladolid.               |
| Miguel Peinado Peinado                                    | 1971-1988   | Retirat.                                        |
| Santiago García Aracil                                    | 1988-2004   | Nomenat arquebisbe de Mèrida-Badajoz.           |
| Ramón del Hoyo López                                      | 2005-Avui   |                                                 |